# Zidani Most

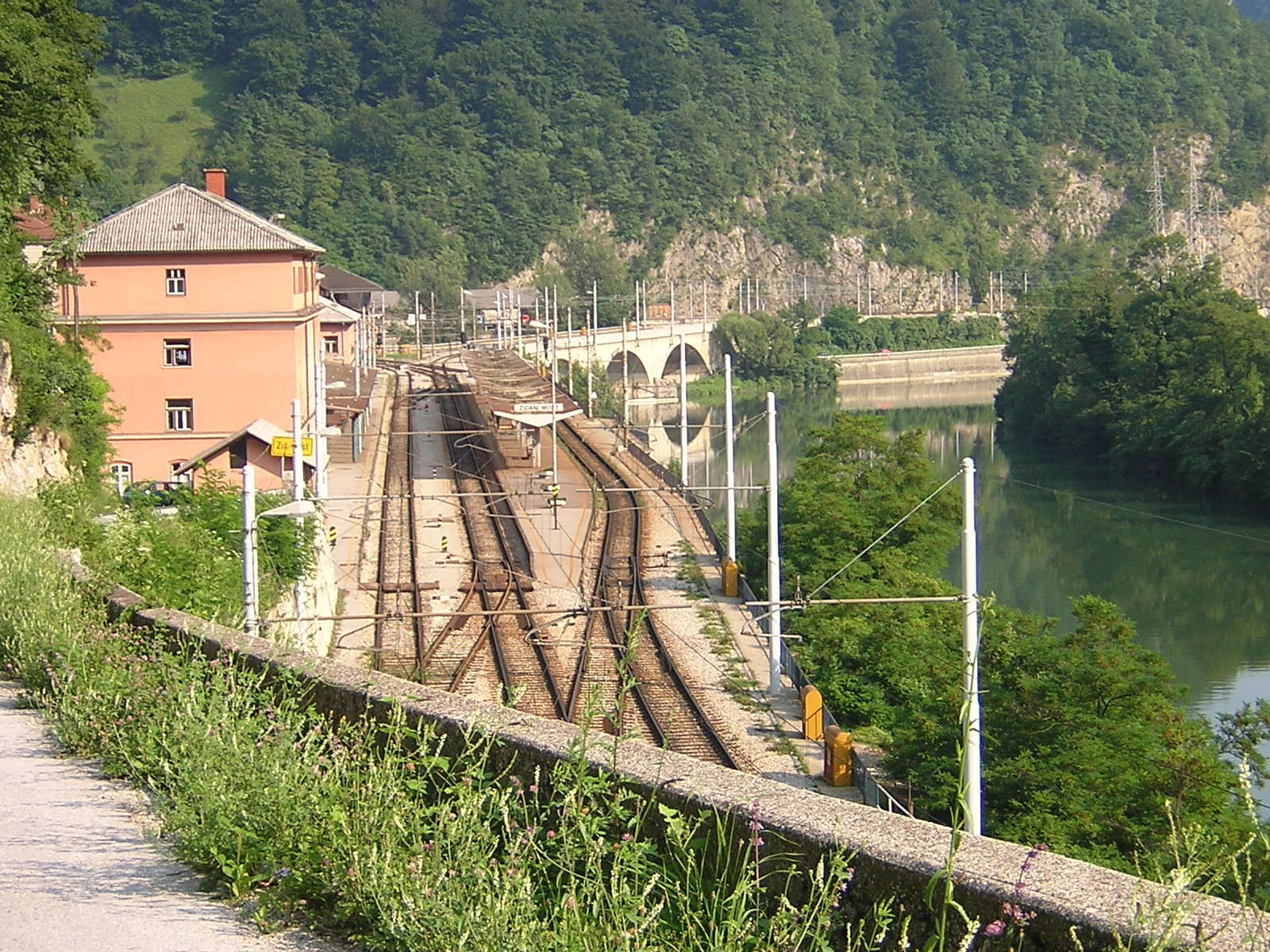
Železniční stanice Zidani Most

Zidani Most (německy Steinbrück) je sídlo ve Slovinsku v občině Laško v hlubokém údolí na soutoku řek Savinja a Sáva. Nachází se zde významná železniční stanice"(zprovozněna v r. 1862), rozdělují se zde tratě z Lublaně do Mariboru a Záhřebu.
Ve městě se narodil rakouský sochař Heinz Leinfellner (1911–1974).

## Externí reference
- Encyklopedické heslo Zidani most v Ottově slovníku naučném ve Wikizdrojích